# Area naturale protetta di interesse locale Alta Valle del Torrente Carfalo
L'area naturale protetta di interesse locale Alta Valle del Torrente Carfalo è un'area naturale protetta della regione Toscana istituita nel 2007.
Occupa una superficie di circa 220 ha nella provincia di Firenze.

## Storia
L'ANPIL è stata istituita con deliberazione del consiglio comunale n. 48 del 3 settembre 2007. Nella zona era già stato precedentemente istituito il Parco dell'Aglione, dove sono stati rinvenuti in diversi siti resti di una tomba etrusca, di fornaci romane e di ruderi medioevali.